# Cillaperlata
Cillaperlata település Spanyolországban, Burgos tartományban. Cillaperlata Oña, Trespaderne, Valle de Tobalina és Frías községekkel határos. Lakosainak száma 30 fő (2024).

## Népesség
A település népessége az utóbbi években az alábbiak szerint változott:
| Lakosok száma | 60   | 44   | 39   | 40   | 43   | 41   | 35   | 32   | 35   | 30   |
|               | 2001 | 2004 | 2006 | 2009 | 2011 | 2014 | 2016 | 2019 | 2021 | 2024 |